# Michelle Royer
Michelle Royer-Jefferson (Fort Worth, 5 gennaio 1966) è una modella statunitense, eletta nel 1987 Miss USA.

## Carriera
Dopo aver vinto il titolo di Miss Texas, Michelle Royer è stata incoronata trentaseiesima Miss USA nel 1987. È stata la terza di una serie di cinque vittorie consecutive del concorso da parte delle rappresentanti del Texas. In seguito è arrivata alla terza posizione del concorso Miss Universo 1987.
Poco dopo la vittoria, la Royer è sposata con "Banana Don" Jefferson, personalità radiofonica di WITL-FM, emittente del Michigan. Per un breve periodo Michelle Royer ha sostituito il marito ai microfoni di WITL-FM, quando questo ha accettato un altro lavoro. Il suo lavoro di speaker radiofonica è però terminato quando la Royer ha deciso di dedicarsi ai figli Lauren e Brooke avuti da Jefferson.